# Danh sách phân họ của Noctuidae
Dưới đây là danh sách các phân họ trong họ sinh học Noctuidae.

## A
- Acontiinae
- Acronictinae
- Aganainae
- Agaristinae
- Amphipyrinae

## B
- Bagisarinae
- Balsinae
- Bryophilinae

## C
- Calpinae[cần dẫn nguồn]
- Catocalinae
- Condicinae
- Cuculliinae

## E
- Eustrotiinae
- Euteliinae

## H
- Hadeninae
- Heliothinae
- Herminiinae
- Hypeninae

## N
- Noctuinae

## P
- Pantheinae
- Plusiinae
- Psaphidinae

## S
- Stiriinae

## X
- Xyleninae